# ジョン・モウブレー (第2代ノーフォーク公)
第2代ノーフォーク公ジョン・モウブレー（John de Mowbray, 2nd Duke of Norfolk, 1392年 - 1432年10月19日）は、イングランドの貴族である。
初代ノーフォーク公トマス・モウブレーとアランデル伯リチャード・フィッツアランの娘エリザベスの次男で、ノーフォーク伯トマス・モウブレーの弟。

## 生涯
1405年に謀反を起こして処刑された兄のノーフォーク伯位を継承した。1411年にウェストモーランド伯ラルフ・ネヴィルの娘キャサリンと結婚、1412年に軍務伯（後の紋章院総裁）に任命、ヘンリー5世に従い百年戦争でフランスを転戦、1425年にノーフォーク公爵に叙爵された。1432年に死去、一人息子のジョンが爵位と御馬伯の地位を受け継いだ。
| 公職                      | 公職                             | 公職                    |
| ------------------------- | -------------------------------- | ----------------------- |
| 先代 ウェストモーランド伯 | 軍務伯 1412年 - 1432年           | 次代 ノーフォーク公     |
| 爵位・家督                |                                  |                         |
| 先代 トマス・モウブレー   | モウブレー男爵 1399年 - 1405年   | 次代 ジョン・モウブレー |
| 先代 トマス・モウブレー   | ノッティンガム伯 1399年 - 1405年 | 次代 ジョン・モウブレー |
| 先代 トマス・モウブレー   | ノーフォーク伯 1399年 - 1405年   | 次代 ジョン・モウブレー |
| 先代 トマス・モウブレー   | ノーフォーク公 1425年 - 1432年   | 次代 ジョン・モウブレー |